# Helge Fals
Helge Fals (født 29. april 1931 på Amager, død 3. december 2021) var en dansk læge og tidligere atlet medlem af IF Gullfoss. Han vandt det danske meterskab på 400 meter 1951. I perioden fra 1968 til 1996 fungerede han som olympisk læge for skiftende danske OL-hold. Han var endvidere læge ved de københavnske seksdagesløb, for det danske landshold i håndbold og arbejdede for døveidrætten.
Helge Fals var far til DRs tv-vært Dorte Fals.

## Danske mesterskaber
- Sølv 1952 400 meter 50,4
- Bronze 1952 200 meter 22,9
- Guld 1951 400 meter 51,0
- Bronze 1949 Længdespring 6,57

Danske juniormesterskaber -20 år
- Guld 1951 400 meter 50,4

Danske ungdomsmesterskaber 17-18 år
- Guld 1949 100 meter 11,5

## Personlige rekorder
- Længdespring: 6,98 1950